# Heitere Open Air
Das Heitere Open Air ist ein alljährlich im August stattfindendes Musikfestival in der Schweizer Stadt Zofingen im Kanton Aargau. Die dreitägige Openair-Veranstaltung fand erstmals 1991 statt. Das musikalische Spektrum konzentriert sich auf nationale und internationale Pop- und Rockmusik mit jedoch auch Platz für weitere Musikrichtungen sowie unter einem bestimmten Motto stehende Spezialabende. Die Veranstaltung zählt seit Ende der 1990er Jahre jeweils um die 35'000 Besucher.

## Geschichte
Die Idee, den Heiternplatz in Zofingen für Musik-Grossveranstaltungen zu nutzen, entstand bereits Anfang der 1970er Jahre. Konkret umgesetzt wurde dieses Vorhaben jedoch erst 1991 mit dem Jubiläum „700 Jahre Eidgenossenschaft“, als in die regionalen Feierlichkeiten ein eintägiges Openair integriert wurde. Headliner der Erstausgabe, die 4000 Besucher zählte, war Roger Chapman.
Im Jahr darauf wurde die zweite Ausgabe des Heitere Open Air auf privater Basis durchgeführt. Als Top Act trat Alison Moyet auf. Mit noch 2500 Besuchern endete die Veranstaltung mit einem bedeutenden Fehlbetrag.
Erst die dritte Ausgabe 1993, die mit einem neuen Konzept über zwei Tage verteilt war, führte zum Durchbruch. Damaliger Headliner war Candy Dulfer. 1994 wurde als neue Trägerin der Veranstaltung die Heitere Open Air AG gegründet. Ebenfalls konnten nationale Sponsoren gewonnen werden. Gleichzeitig wurde auch das Rahmenprogramm verstärkt.
Ab 1998 wurde die Veranstaltung auf drei Tage ausgedehnt und neben dem Openairgelände ein Zeltplatz für das Publikum zur Verfügung gestellt. 1999 traten am Heitere Open Air mehrere nationale und internationale Stars auf, unter anderem Gölä und Züri West sowie Massive Attack, Die Fantastischen Vier, Jovanotti und Gianna Nannini. Die neunte Ausgabe erreichte mit 35'000 Zuschauern einen bisherigen Besucherrekord und trug damit wesentlich zur Festigung ihrer Basis bei. In den Jahren darauf traten am Heitere Open Air zahlreiche weitere namhafte nationale und internationale Künstler auf.

## Künstler
Seit der Erstausgabe des Heitere Open Air traten über 300 international und national bekannte Künstler auf. Nachfolgend eine Auswahl:
- 2005: Melanie C, Mash, Morcheeba, Orishas, Patent Ochsner, Samy Deluxe, Ska-P, Wir sind Helden[1]
- 2006: Breitbild, Gentleman, Lovebugs, Reamonn, Sam Ragga Band, Simple Minds, The Rasmus, Xavier Naidoo[2]
- 2007: Gimma, Jimmy Cliff, Juli, Kashmir, Mando Diao, Pink, Ten Years After[3]
- 2008: Breitbild, Die Fantastischen Vier, Jan Delay & Disko No. 1, Roy Paci, Stephan Eicher, Vive la Fête, Wir Sind Helden, Züri West[4]
- 2009: 2raumwohnung, Electric Six, Famara, James Gruntz, Pure Inc, Spencer, The BossHoss, The Prodigy[5]
- 2010: Billy Talent, Death by Chocolate, Ich + Ich, K.I.Z, Solomon Burke mit Joss Stone & Candy Dulfer, RundFunk[6]
- 2011: Amy Macdonald, Cypress Hill, Dieter Thomas Kuhn, Friska Viljor, Kellerkommando, LaBrassBanda, Luxuslärm, The Hives[7]
- 2012: Donavon Frankenreiter, Hurts, Ice Cube, Kaizers Orchestra, LMFAO, Taio Cruz, T.O.K., Züri West[8]
- 2013: 2 Many DJs, Empire of the Sun, Kraftklub, Left Boy, Mama Rosin, Pitbull, Unheilig[9]
- 2014: Alex Hepburn, Birdy, Queens of the Stone Age, QL, Sean Paul, Shantel & Bucovina Club Orkestar, Stromae, Zaz[10]
- 2015: Carrousel, Eluveitie, Emeli Sandé, Flogging Molly, John Butler Trio, Kodaline, Passenger, Sunrise Avenue[11]
- 2016: Bligg, Dellé, Fettes Brot, James Morrison, Joss Stone, Rudimental, Sido, Skunk Anansie, Trauffer[12]
- 2017: Züri West, Wiz Khalifa, Mark Forster, Silbermond, Lo & Leduc, Pegasus, Andreas Bourani, Rival Sons[13]
- 2018: 4elle, Baba Shrimps, Bausa, Betty & the Surf Maniacs, Casper, DJ Zsu Zsu, Dodo & Friends, Future Relic, Glasperlenspiel, Hecht, James Blunt, James Gruntz, JP Cooper, Kaleo, Loco Escrito, Louis Berry, Macklemore, Make Plain, Mike Love, Rag'n Bone Man, Raye, Remady & Manu L., Stereo Luchs & The Scrucialists, Suma Covjek, The Birthday Girls, The Gardener & the Tree, Trauffer, Wincent Weiss[14]